# Theridion albostriatum
Theridion albostriatum là một loài nhện trong họ Theridiidae.
Loài này thuộc chi Theridion. Theridion albostriatum được Ludwig Carl Christian Koch miêu tả năm 1867.